# Cathedral Parkway–Calle 110 (línea de la Séptima Avenida–Broadway)
Cathedral Parkway–Calle 110 es una estación en la línea de la Séptima Avenida-Broadway del Metro de Nueva York. La estación se encuentra localizada en Morningside Heights, Manhattan entre Broadway y la Calle 110. Los trenes de la línea 1 prestan servicios en esta estación, durante las 24 horas.
La estación es considerada como una de las más preservadas de las primeras líneas de la IRT.